# جاكوب كورنيليوس
جاكوب كورنيليوس (بالإنجليزية: Jacob Cornelius)‏ هو مجدف أمريكي، ولد في 2 أكتوبر 1984 في ماغنوليا في الولايات المتحدة.

## وصلات خارجية
- جاكوب كورنيليوس على موقع الاتحاد الدولي للتجديف (الإنجليزية)
- جاكوب كورنيليوس على موقع اللجنة الأولمبية الدولية (الإنجليزية)
- جاكوب كورنيليوس على موقع أوليمبيديا (الإنجليزية)